# نورتل

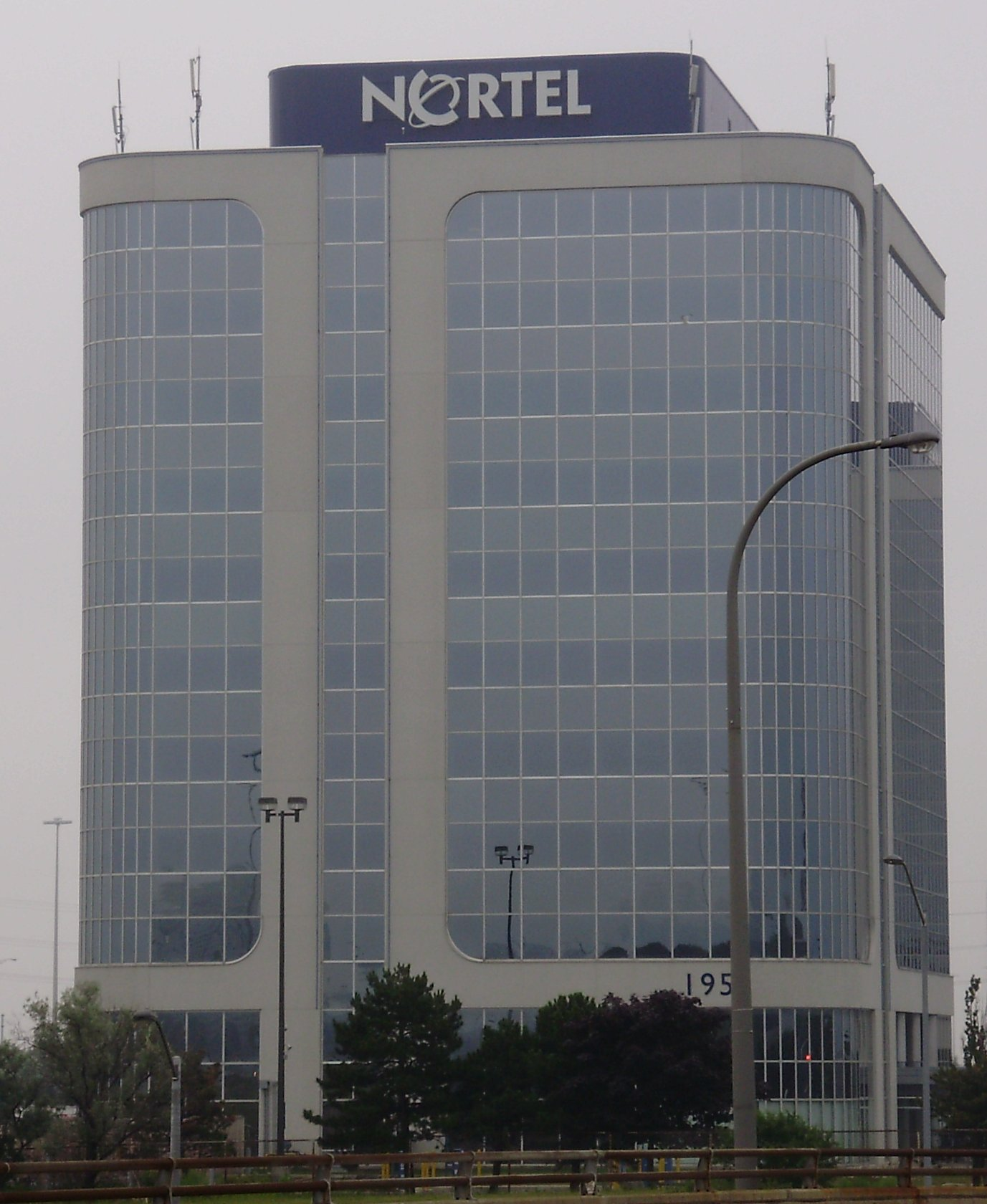
ساختمان مرکزی اسبق نورتل

نورتل، (به انگلیسی: Nortel) شرکت مخابرات کانادایی و چندملیتی بود، که در زمینه تولید تجهیزات مخابراتی، سخت‌افزار و تجهیزات شبکه فعالیت می‌کرد.
شرکت نورتل در سال ۱۸۹۵ در شهر مونترآل، استان کبک تأسیس شد و در تاریخ ۱۴ ژانویه ۲۰۰۹ اعلام ورشکستگی نمود. دفتر مرکزی این شرکت در شهر میسیساوگا، انتاریو قرار داشت و تا انتهای سال مالی ۲۰۰۸ شمار کارکنان آن بیش از ۹۶ هزار نفر بود و بخشی از سهام آن در بازارهای بورس نیویورک و بورس تورنتو معامله می‌شد.